# سیمئون زاکس-کبورگ و گوتا

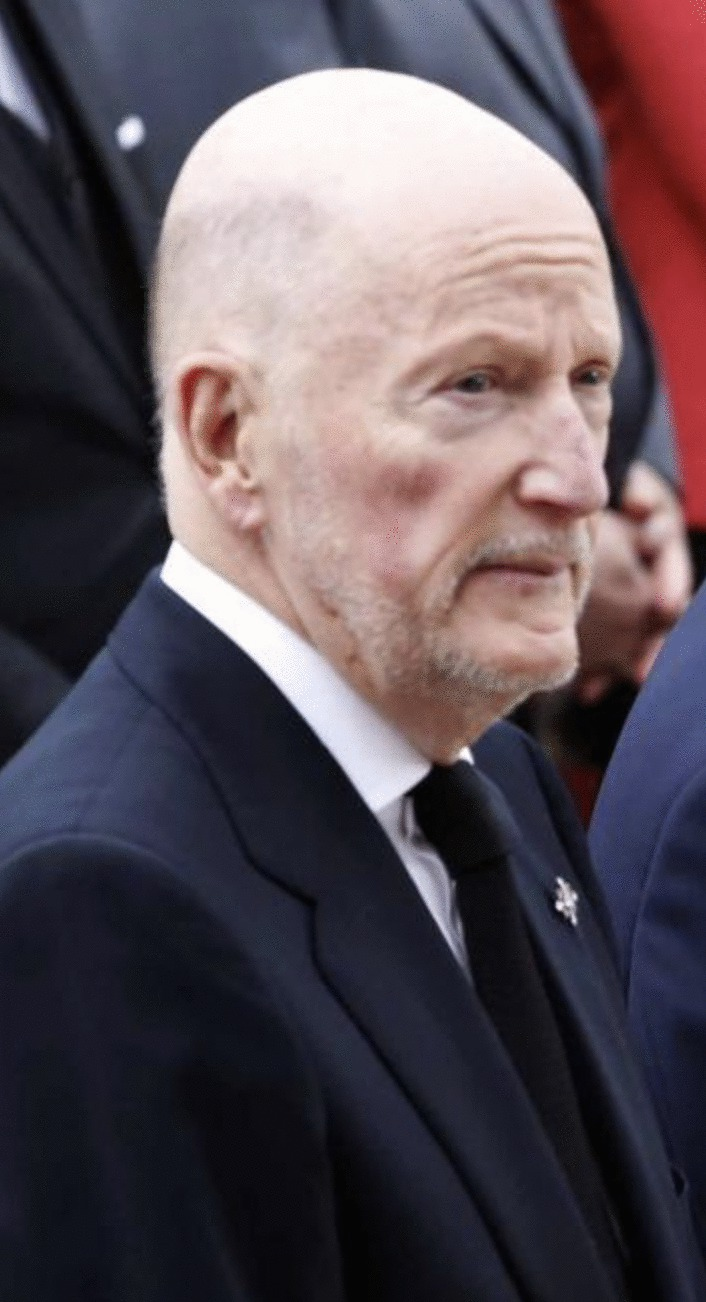
شاه سیمون در سال ۲۰۱۵

سیمئون زاکس-کبورگ و گوتا یا سیمئون دوم بلغارستان (بلغاری: Симеон Борисов Сакскобургготски) (متولد ۱۶ ژوئن ۱۹۳۷) یک چهره مهم سلطنتی و سیاسی در بلغارستان است.
طی حکومت او به عنوان تزار بلغارستان بین ۱۹۴۳ و ۱۹۴۶، او خردسال بود و قدرت از طرف او در دست چند نایب السلطنه بود. در ۱۹۴۶ و در پی یک رفراندوم، نظام سلطنتی بلغارستان سقوط کرد و او به خارج از کشور تبعید شد. ۵۰ سال بعد در سال ۱۹۹۶ سیمئون به بلغارستان بازگشت و با تأسیس یک حزب، وارد فضای سیاسی بلغارستان شد. در ژوئیه ۲۰۰۱ و در پی پیروزی در انتخابات پارلمانی، سیمئون به عنوان نخست‌وزیر جمهوری بلغارستان انتخاب شد و تا اگوست ۲۰۰۵ در این مقام باقی ماند.
او یکی از تنها دو فرد زنده‌ای است که در زمان جنگ جهانی دوم ریاست کشوری را برعهده داشته‌اند (نفر دیگر دالایی لاما رهبر در تبعید تبت است). همچنین او تنها شخص زنده‌ای که عنوان «تزار» را داشته، و یکی از دو پادشاهی است که از طریق انتخاباتی دمکراتیک به ریاست دولت رسیده‌اند (نفر دیگر نوردوم سیهانوک پادشاه سابق کامبوج است)